# Neptun-festen
Neptun-festen (ryska: Пра́здник Непту́на Prazdnik Neptuna) är en sovjetisk komedifilm från 1986 i regi av Jurij Mamin, med Viktor Michajlov och Violetta Zjuchimovitj i huvudrollerna. Den utspelar sig i en avlägsen by som försöker att lura en grupp svenska turister, som alla ingår i en vinterbadarklubb, att byn har en traditionell vinterbadarfest till Neptunus ära. Filmen distribuerades i Sverige 1989 av Polfilm.

## Medverkande
- Viktor Michajlov som direktör Chochlov
- Violetta Zjuchimovitj som Klavdija Vasileva
- Robert Kurljandtjik som Dubinkin
- Jakov Stepanov som Misjka
- Viktor Cepajev som Gavrilov
- Anatolij Bystrov som Vasilij
- Ivan Krivorucko som Polisjtjuk